# 王卫东 (1968年5月)
王卫东（1968年5月—），山西文水人，中国共产党及中华人民共和国官员。现任第二十届中央纪委委员，中央金融纪检监察工委书记。

## 生平
1991年8月参加工作，1993年8月加入中国共产党，大学学历，工程硕士，二级副总监察官。。
長期在国务院机关事务管理局工作，历任国务院机关事务管理局财务管理司干部、办公室主任、经费处科员、副主任科员、主任科员、中央国家机关政府采购办公室副主任、主任、采购中心主任助理兼采购三处处长（副司级）政府采购中心主任助理兼采购二处处长（副司级）房地产管理司副司长（2004.09-2007.06武汉大学计算机软件工程国家重点实验室在职学习，获工程硕士学位）国家机关事务管理局党组成员兼房地产管理司司长、国家机关事务管理局党组成员兼办公室主任
2016年4月，任中國共產黨中央紀律檢查委員會副秘书长、机关事务管理局局长兼机关综合服务中心主任
2018年6月，任中央巡视组副部级巡视专员，中央纪委副秘书长、机关事务管理局局长
2019年5月，外放地方任中共西藏自治区党委、紀委書記、監察委員會主任
2024年3月，任中央金融纪检监察工委书记。